# 1229

## Събития
- Фридрих II се коронясва за крал на Йерусалим.